# Das Khirim Gah
Der Das Khirim Gah  ist ein etwa 56 km langer rechter Nebenfluss des Astor im Süden des pakistanischen Sonderterritoriums Gilgit-Baltistan. Auf den oberen 17 Kilometern bis zur Einmündung des Chilam Nala von rechts heißt der Fluss Sardarkothi Gah.

## Verlauf
Der Das Khirim Gah entspringt am Burzil-Pass auf einer Höhe von etwa 4250 m im westlichen Himalaya. Die Fernstraße „Astore-Minimarg Road“ folgt dem Flusslauf bis zu seiner Mündung. Der Das Khirim Gah fließt anfangs nach Norden. Bei Flusskilometer 40 trifft bei der Siedlung Chilam der Chilam Nala von rechts auf den Fluss. Bei Chilam zweigt eine Fernstraße nach Osten ab. Diese führt nach Skardu im oberen Industal und durchquert dabei den Deosai-Nationalpark. Der Das Khirim Gah fließt nun ein kurzes Stück in Richtung Nordnordwest und wendet sich anschließend nach Nordwesten. Es befinden sich mehrere kleine Ortschaften entlang dem Flusslauf. Der Amri Gah mündet bei Flusskilometer 36 linksseitig in den Das Khirim Gah, der Bubind Gah bei Flusskilometer 15 von rechts. Der Das Khirim Gah mündet schließlich etwa einen Kilometer südlich von Gorikot auf einer Höhe von etwa 2340 m in den Astor. Der Das Khirim Gah entwässert ein etwa 915 km² großes Gebiet zwischen dem Nanga-Parbat-Massiv im Nordwesten und der Deosai-Hochfläche im Südosten.